# Bowu zhi
Le Bowu zhi, en mandarin : 博物 博物 (littéralement : « de toutes choses ») de Zhang Hua (vers 290 CE) est un recueil encyclopédique chinois, sur les merveilles naturelles et les phénomènes « merveilleux ».
Le livre cite de nombreux classiques chinois et comprend divers sujets: de la mythologie, de l'histoire, de la géographie et du folklore chinois.

Le Bowu zhi, qui est l'une des premières œuvres du genre littéraire des zhiguai « contes d'anomalies; histoires surnaturelles ») narre les premières versions de plusieurs mythes, tels que le yenü blanc 野 女, des « femmes sauvages » vivant dans le Sud de la Chine dans une société sans hommes.
Des chercheurs ont décrit le Bowu zhi comme « un mélange d'intérêt scientifique » (Needham et al. 1980: 309) et « un classique important » (Greatrex 1987: 158).

## Auteur
Zhang Hua (232-300) était un érudit, poète et protoscientifique de la dynastie Jin de l'Ouest (265-316).
Sa biographie dans le Livre de Jin dépeint Zhang Hua comme un fangshi (« maître de l'ésotérique ») particulièrement doué pour les arts numérologiques et un collectionneur vorace de livres, en particulier ceux « étranges, secrets et rarement vus » (Campany 1996 : 51). De nombreuses anecdotes dans les livres de la période des Six Dynasties le décrivent comme un « savant arbitre de la connaissance scientifique » (Greatrex 1987: 24).
Le Jardin des Merveilles (début du Ve siècle) « 異 苑 », de Liu Jingshu (劉敬叔), en fournit deux exemples. Premièrement, Zhang reconnaît la viande de dragon servie par l'auteur Lu Ji (261-303), qui « l'invita à dîner et servit du poisson haché. À l'époque, la salle à manger était emplie d'invités. Quand Hua souleva le couvercle du plat, il dit: «C'est la chair du dragon !» Aucun des invités assemblés ne le crut, alors Hua dit: «Essayez-donc en la trempant dans du vinaigre; quelque chose d'étrange arrivera.» Quand cela fut fait, un arc-en-ciel apparu au-dessus du morceau. » (Tr. Greatrex 1987: 21).

Dans une seconde anecdote, Zhang Hua démontra le principe cosmologique de « résonance sympathique » (gan ying), par ces mots:
Pendant le Jin, il y avait un homme qui possédait un grand bassin de cuivre. Chaque matin et chaque soir, le bassin résonnait comme si quelqu'un le frappait. Quand Zhang Hua fut interrogé à ce sujet, il répondit: «Ce bassin a une affinité sympathique avec la cloche du clocher de Luoyang. La cloche sonne à chaque aube et à chaque crépuscule, et ainsi ce bassin résonne en sympathie. Vous pourriez limer [une partie du bassin] et ainsi l'alléger; le son se répercuterait de manière imprécise et le bassin cesserait de sonner de lui-même.» L'homme fit ce que Hua lui avait conseillé, et le bassin ne sonna plus jamais. (Greatrex 1987: 20)
Le leicong zhi de Ganying (感應 類 從 志), ou « Récit des résonances mutuelles des choses selon leurs catégories » lui est attribué (Greatrex 1987: 26).

## Titre
Le titre Bowu zhi combine bó (博 ou 愽): large, abondant, savant; wù (物): chose; matière; et zhì (志) ou 誌: documents, annales, marque, signe, enregistrement, registre.
Ce titre fait suite aux « Rapports des affaires étrangères » (Yiwuzhi 異物志) de Yang Fu (début du IIIe siècle).
Le mot bowu (博物) signifiait à l'origine « largement bien informé; érudit » dans le Zuozhuan (c. IVe siècle av. J.-C.). Plus tard, il signifia « études des plantes et des animaux; sciences naturelles » dans le Lunheng (v.80). En général, bowu « fait référence à des royaumes transgressant les limites du canon défini de la connaissance, couvrant une variété de sujets allant des choses étranges et surnaturelles aux choses intéressantes » (Doleželová-Velingerová et Wagner 2013: 64).
Les livres sur les coutumes folkloriques chinoises et leur répartition géographique étaient appelés Fengtu ji (en commençant par le Fengtuji 風土 au IIIe siècle dans le « Registres des coutumes locales ») et des descriptions de régions inconnues Yiwu zhi (Needham et Ling 1959: 510). Dans l'usage chinois standard moderne, bówùxué (博物 學) « histoire naturelle » et bówùguǎn 博物館 « musée » sont des termes courants.
Il n'y a pas de traduction anglaise régulière de Bówùzhì, et les exemples incluent:
- Compte rendu de l'enquête sur les choses (Needham et Wang 1954: 258)
- Un traité sur des sujets multiples (Greatrex 1987: 1)
- Traité des curiosités (Campany 1996: 334)
- Vaste recueil sur différents sujets (Ulrich 2010)
- Sciences naturelles (Wong et al.2012: 129)
- Documents divers (Doleželová-Velingerová et Wagner 2013: 64)
- Record of Things at Large (Shaughnessy 2014: 143)
- Dossiers de myriades de choses [notables] (Zhang 2015: 113)

Zhang Hua fut notamment accusé d'avoir plagié le « Bowu zhi » du « Bowu ji » (博物 記) vers 190, un autre livre, attribué à Tang Meng.
Tang Meng était un général et un explorateur que l' empereur Wu de Han envoya à Nanyue en 135 avant notre ère. Cependant, ni le Livre de Han ni les histoires ultérieures ne témoignent d'œuvres écrites par Tang Meng, et une citation Bowu ji mentionne la dynastie Cao Wei (220-265), soit un siècle après Tang Meng.
En se basant sur l'analyse des 50 citations de Bowu ji dans les commentaires du Livre des Han tardifs, Greatrex (1987: 64-66) conclut qu'il s'agissait d'un texte différent avec un nom semblable.

## Éditions
Il existe deux éditions différentes du Bowuzhi, datant respectivement des copies de la dynastie Song (960-1279) et de la dynastie Ming (1368-1644). Toutes deux divisent le texte en 10 chapitres (卷) et comprennent presque le même matériel, mais elles diffèrent dans l'organisation de la séquence des 329 articles et la présence de 38 sujets dans la copie Ming (Campany 1996 : 50). Les deux éditions comprennent les deux premiers commentaires du Bowuzhi ; 20 commentaires de Zhou Riyong (周日用) (XIIe siècle) et 7 d'un auteur inconnu portant le nom de Lu, Lushi (盧氏) (Greatrex 1987 : 45).

L' « édition Song » fut compilée et publiée en 1804 par Huang Pilie (黃丕烈) (1763-1825), célèbre collectionneur et éditeur de livres de la dynastie Qing (1644-1912). Huang déclara que l'édition était basée sur un exemplaire appartenant à sa famille, et considérait qu'elle datait de la dynastie des Song du Nord (960-1127). L'édition Song a été incluse dans des collections telles que le Sibu beiyao (四部備要) (1936). L' « édition Ming » fut publiée en 1503 par He Zhitong (賀志同), et est actuellement conservée à la Bibliothèque nationale de Chine à Pékin.
Wang Shihan (汪士漢) en publia une réimpression en 1668. L'édition Ming, qui est la plus ancienne en existence fut incluse dans le Siku Quanshu (1782) et dans diverses autres collections de livres (Greatrex 1987 : 27-29).
Trois auteurs ont écrit des suppléments au Bowu zhi (Greatrex 1987 : 26): 
- Sous la dynastie des Song du Sud, un certain Li Shi (李石) compila le Xu bowu zhi (續博物志) au milieu du XIIe siècle, que l'on peut traduire par « Continuation du Bowuzhi », en 10 chapitres. Il cite des sources anciennes sans aucune critique textuelle.
- Sous la dynastie Ming, Dong Sizhang (董斯張) compila le vaste Guang Bowu zhi (廣博物志): « Élargissement du Bowu zhi » en 50 chapitres (1607).
- Et sous la dynastie Qing, You Qian (游潛) publia le Bowu zhi bu 博物志補; « Supplément au Bowuzhi » en 2 chapitres.

En outre, plusieurs éditions modernes annotées du Bowu zhi furent publiées aux XXe siècle.
- Fan Ning 范寧 (1980) écrivit une édition critique du texte du Bowu zhi qui fut acclamée. Elle traite de l'histoire du texte et comprend 212 passages supplémentaires cités dans des textes ultérieurs.

- Roger Greatrex, professeur d'études chinoises à l'Université de Lund, publia la première traduction en anglais (1987) du Bowu zhi .

## Histoire
L'histoire du Bowu zhi fit l'objet de débats pendant des siècles.
Bien que la paternité de Zhang Hua n'ait jamais été contestée, beaucoup doutent de l'authenticité du texte, sur la base des nombreuses citations du Bowu zhi qui ne se trouvent pas dans les éditions parvenues jusqu'à nous.
D'après l'acceptation académique, le Bowu zhi original de Zhang aurait été perdu et le texte actuel est une réécriture ou une restauration ultérieure (date inconnue). Des recherches modernes, tant chinoises qu'occidentales, ont révélé que des copies du Bowu zhi original existaient jusque vers le XIIe siècle et étaient à la base des éditions « Song » et « Ming ». Greatrex (1987: 38) dit que les bibliothèques tant impériales que privées des Six Dynasties copient le Bowu zhi, et qu'à aucun moment le texte originel ne disparaît totalement de la vue des copistes.
La première mention historiquement fiable du Bowu zhi apparaît dans le Livre des Wei (554) (Greatrex 1987 : 32) de l'érudit classique Chang Jing 常景 (c. 478-550): « Jing composa plusieurs centaines de chapitres qui sont actuellement disponibles. Il révisa et édita le Bowu zhi de Zhang Hua et composa également les biographies des érudits confucéens (Rulin zhuan) et les biographies de diverses dames (Lienu zhuan), chacune d'entre elles comptant plusieurs dizaines de chapitres. » 
De l'avis du chercheur Greatrex (1987 : 68), si les interpolations ultérieures dans le texte actuel du Bowu zhi sont rares, un certain nombre de courts passages, mêlés au texte principal, proviennent du commentaire de Chang Jing (milieu du VIe siècle).

Une référence peut-être plus ancienne, le Shiyiji de Wang Jia - écrit au IVe siècle, fut perdu, et recompilé par Xiao Qi au VIe siècle. Cette référence avance que l'empereur Wu de Jin (r. 266-290) ordonna à Zhang Hua de condenser le Bowu zhi de 400 à 10 chapitres.
Zhang Hua aimait parcourir des tableaux mystérieux et étranges et des œuvres apocryphes, et parmi eux, il a sélectionné d'étranges histoires perdues depuis longtemps des quatre coins du monde, dès le début du personnage écrit. Lorsqu'il eut examiné ces mystérieuses et étranges (œuvres) et y ajouta le ouï-dire, une rumeur et des bribes de conversation entendues dans les antichambres du palais, il composa le Bowu zhi en quatre cents chapitres et présenta à l'empereur Wu. L'empereur le convoqua et lui dit: «Votre talent embrasse les dix mille générations et l'étendue de votre savoir est sans égal. Dans le passé, vous surpasseriez l'empereur Fuxi et plus récemment, vous secondez seulement Confucius. Cependant, dans votre enregistrement des affaires et dans votre sélection de mots, il y a beaucoup de choses superficielles et exagérées qui devraient être supprimées de ce travail. Il ne faut pas se fier à la verbosité lors de la composition d'une œuvre ! Quand dans le passé, Confucius édita le Shijing et le Shujing, il ne se prononça jamais sur les esprits lointains et n'a donc jamais parlé de «choses extraordinaires, de faits de force, de désordre et d'êtres spirituels». Votre Bowu zhi surprendra les gens avec ce dont ils n'ont jamais entendu parler auparavant, et les fera s'interroger sur ce qu'ils n'ont jamais vu auparavant. Ce livre effrayera et déroutera les générations futures, il troublera l'œil et dérangera l'oreille. Vous devez supprimer et modifier ce qui est superficiel et douteux et diviser le texte en 10 chapitres.» (Tr. Greatrex 1987: 49-50)
Le contexte se poursuit avec l'empereur Wu qui offre à Zhang Hua trois cadeaux rares: une pierre à encre en fer de Hotan, un pinceau à encre à manche de qilin de Liaoxi, et un millier de feuilles de papier à filaments d'algues de Nanyue. « L'empereur gardait toujours la version en dix chapitres du Bowu zhi dans sa boîte à livres et la consultait pendant ses jours de loisir. » 
Il est possible que la copie originale du Bowu zhi qui servit de base à l'édition Song date du début du VIIe siècle. Greatrex (1987 : 61-62) suggère que certaines altérations graphiques du texte reflètent le tabou de l'écriture du prénom de l'empereur en exercice. Le nom personnel de l'empereur Gaozu de Tang (r. 618-626) était Yuan 淵, et dans un exemple le caractère yuan (淵) a été modifié en quan (泉). Le nom personnel de l'empereur Taizong des Tang (r. 627-650) était Shimin 世民, et dans deux éditions « ye » (葉) a été modifié en caractère « qi » (萋), et dans un autre le caractère « xie » (泄) est modifié en « xie » (洩).

## Voir également
- Annotations aux archives des trois royaumes
- Découverte de Jizhong
- Zhang Hua